# Dosidicus gigas
Dosidicus gigas (d'Orbigny, 1835) noto commercialmente come totano gigante del Pacifico o come calamaro di Humboldt, è un calamaro della famiglia Ommastrephidae, di notevoli dimensioni, che vive nelle acque della corrente di Humboldt, nell'Oceano Pacifico, al largo delle coste sudamericane. A causa della sua indole fortemente aggressiva e per la colorazione rossa cupa del corpo, questo calamaro è chiamato anche Diablo Rojo, il Diavolo Rosso.

## Distribuzione e habitat
Vive di solito ad una profondità di 200-700 m, sebbene non sia raro incontrarlo fino alla superficie, dalla Terra del Fuoco fino alla California.

## Descrizione
Il Dosidicus gigas è un calamaro di grandi dimensioni, fino a due metri di lunghezza. Vive in gruppi numerosi, fino a 1200 individui, e possono nuotare ad una velocità di 24 km/h grazie al sistema di propulsione fornito dal sifone.
Ha degli occhi molto grandi per poter vedere nell'oscurità, lunghi tentacoli muniti di ventose uncinate capaci di afferrare saldamente la preda per portarla alla bocca ed è dotato di un becco molto duro all'interno dell'apertura boccale, il quale presenta una potenza tale da frantumare le ossa.